# Rakel Liekki
Tiina-Rakel Liekki o simplement Rakel Liekki també és coneguda pel seu nom artístic Rachel Flame (Suonenjoki, 20 de setembre de 1979) és una artista, freelancer, escriptora, directora i productora i antiga actriu porno finlandesa. Va anar a la Universitat Politècnica de Carèlia del Nord. A la quarta edició del UMK de 2015 va ser la presentadora junt al actor, cantant i presentador Roope Salminen. Liekki és obertament bisexual. Va estar casada amb Juha Jakonen, entre 2007 i 2010. També estava en una societat registrada amb Silvia Modig, membre del parlament de l'Aliança d'Esquerra. Es van separar a la tardor de 2011.
Nascuda a Finlàndia, a l'any 1979. Va obtenir el títol de Bachelor of Arts a l'Politècnica de Karelia del Nord, programa de belles arts amb la pintura com la seva àrea principal d'estudi al desembre de 2001. Va debutar al cinema porno al començament dels anys 2000 fins a l'octubre de 2014.

## Obres i col·laboracions[calcitació]

### Llibres
- Hyvän olon seksi (català: Sentir bon sexe)
- Pimppini on valloillaan: Naisiin kohdistuva seksuaalinen vallankäyttö (català: Pimppini és rampant: Exercici sexual de poder contra la dona) (és un llibre de Katja Kettu i Krista Petäjäjärvi on va a participar la cinquena part del llibre a l'acte Vaig arribar a temps a la perruqueria)

### Videoclips
Liekki ha dirigit el video musical de Olavi Uusivirta "Elvis istuu oikealla" (Català: Elvis està assegut a la dreta) en 2012. A més, Liekki ha aparegut en els següents vídeos musicals:
- Impaled Nazarene - “Hardboiled and Still Hellbound” (Català: Dur i encara infernal) (2001)
- Private Line - “Broken Promised Land” (Català: Terra promesa trencada) (2006)
- Stam1na - “Lääke” (Català: Medicina) (2008)
- Herra Ylppö & Ihmiset - “Eternal” (2012)
- Herra Ylppö & Ihmiset - “Lista Hämähäkkimiehen vihollisista” (Català: Llista dels enemigs de Spider-Man)(2013)

A més, Flame apareix com vocalista de la cançó “Baby is Sleeping” de The Capital Beat (2009).

### Filmografia parcial
- Igor's vol 1
- Silkkaa pornoa (2001, Productions 69)
- Rakel Liekki: Mun leffa (2002, Productions 69)
- The Best of ELS (ELS production)
- Haluatko pornotähdeksi
- Haluatko pornotähdeksi 2 (2005, Turun Exhibition oy)

### Televisió parcial
- Pornostara (2001)
- Kuutamolla (1 episodi, 2003)
- Jaajon jacuzzi (1 episodi, 2003)
- 4Pop (1 episodi, 2003)
- Persona non grata (1 episodi, 2003)
- Escort (1 episodi, 2003)
- W-tyyli (1 episodi, 2004)
- Toni Wirtanen Undercover (1 episodi, 2004)
- Harakanpesä (1 episodi, 2004)
- Suoraa huutoa! (1 episodi, 2004)
- Hyppönen Enbuske Experience (1 episodi, 2004)
- Taistelevat julkkikset (1 episodi, 2004)
- Uutisvuoto (1 episodi, 2007, 2013)
- Popkult (2 episodis, 2008–2009)